# Shiro Amano
Shiro Amano (天野 シロ, Amano Shiro, 4 januari 1976) is een Japans mangaka. Hij is bekend omwille van zijn manga adaptatie van de Kingdom Hearts computerspellen.

## Carrière
Amano werkte aan de mangaversie van de Legend Of Mana computerspelreeks. De manga liep van 2000 tot 2002 en bestond uit vijf volumes.
Amano tekende de mangaversie van Kingdom Hearts. Het verhaal is lichtjes anders dan datgene van het spel om zo te compenseren voor het feit dat manga niet interactief is zoals het originele spel. De manga werd voor het eerst uitgegeven in Japan door Square Enix's Monthly Shonen Gangan. In 2003 werd de reeks uitgegeven in tankōbon formaat. In oktober 2005 werd de reeks uitgegeven in de Verenigde Staten door Tokyopop.

## Oeuvre
| Titel                                                   | Jaar           | Opmerkingen                                                               | Bron        |
| ------------------------------------------------------- | -------------- | ------------------------------------------------------------------------- | ----------- |
| Legend of Mana manga                                    | 2000–02        | Uitgegeven in Bros. Comics, 5 volumes                                     | [ 2 ]       |
| Boku to watashi no hen'ai jijō (ボクとワタシの変愛事情) | 2010–11 (vol.) | Uitgegeven in 2 volumes                                                   | [ 6 ] [ 7 ] |
| Kaburi Monster (かぶりもんスター☆, Kaburi mon sutā☆)    | 2007           | Uitgegeven in 1 volume                                                    | [ 8 ]       |
| Kingdom Hearts manga                                    | 2003           | Uitgegeven in Monthly Shōnen Gangan Uitgegeven in Bros. Comics, 4 volumes |             |
| Kingdom Hearts: Chain of Memories manga                 |                | Uitgegeven in Gangan Comics, 2 volumes                                    |             |
| Kingdom Hearts II manga                                 |                | Uitgegeven in Gangan Comics, 10 volumes                                   |             |
| Kingdom Hearts 358/2 Days manga                         |                | Uitgegeven door Gangan Comics, 5 volumes                                  |             |
| Kingdom Hearts: Final Mix manga                         |                | Uitgegeven in Gangan Comics, 4 volumes                                    |             |
| Scratch!                                                |                | Uitgegeven door Magi-Cu Comics, 1 volume                                  |             |
| The World Ends with You manga                           |                | Uitgegeven in Monthly Shōnen Gangan as 2 one-shot chapters.               |             |
| Breath of Fire IV roman Illustraties                    |                |                                                                           |             |
| Kingdom Hearts roman series Illustraties                |                |                                                                           |             |

| Jaar | Titel                                                   | Rol               | Opmerkingen | Bron |
| ---- | ------------------------------------------------------- | ----------------- | ----------- | ---- |
|      | Dragon Quest & Final Fantasy in Itadaki Street Special  | Personage ontwerp |             |      |
|      | Dragon Quest & Final Fantasy in Itadaki Street Portable | Personage ontwerp |             |      |
|      | Itadaki Street DS                                       | Personage ontwerp |             |      |
|      | Super Deformed Gundam                                   |                   |             |      |
|      | Lord of Vermilion                                       |                   |             |      |

### Kunstboek
- Amano Shiro (天野 シロ) Art Works Kingdom Hearts

- Biblioteca Nacional de España: XX4715502
- Bibliothèque nationale de France: cb16613501p (data)
- Catàleg d'autoritats de noms i títols de Catalunya: 981058523161506706
- International Standard Name Identifier: 0000 0000 3777 5468
- Library of Congress Control Number: nb2007009905
- Bibliotheek van het Japanse parlement: 00835866
- Virtual International Authority File: 23075474
- WorldCat: E39PBJtmw3w9kpgYkfxp6YYdcP